# Abhisit Vejjajiva
Abhisit Vejjajiva (Newcastle upon Tyne, Regne Unit, 3 d'agost de 1964), és un polític de Tailàndia, líder del conservador Partit Demòcrata (Phak Prachathipat), primer ministre del país des del 15 de desembre de 2008 fins al 5 d'agost de 2011.

## Biografia

### Primers anys i educació
Abhisit va néixer en Newcastle upon Tyne en el Regne Unit. Fill del Dr. Athasit Vejjajiva i la Dra. Sodsai Vejjajiva. Els seus pares eren tots dos metges i el seu pare va ser també un influent polític i tecnócrata.
Després d'estudiar en la Universitat de Chulalongkorn, es va traslladar a la Scaitcliffe School, completant la seva educació secundària a Eton Abhisit College.
Abhisit va ser admès al St. John's College, Oxford, on es va graduar de Batxiller (first class honours) en Filosofia, Política i Economia. Va ensenyar breument en la Reial Acadèmia Militar de Chulachomklao, però va tornar a Oxford per obtenir el màster en Economia. Després es convertí en professor de la Facultat d'Economia de la Universitat de Thammasat. En 1990 també va obtenir la llicenciatura en Dret per la Universitat de Ramkhamhaeng.

### Carrera política
La primera vegada que va accedir al Parlament va ser en 1992, sent reelegit en 1995 i 1996. Després va tornar en 2001 i 2005 pel Partit Demòcrata de Tailàndia. Durant la seva carrera política ha estat Portaveu del Govern, Vice-Secretari del Primer Ministre en Afers exteriors i Ministre de la Presidència.
Líder de l'oposició des de febrer de 2005, va ser la figura central del boicot a les eleccions legislatives del 2 d'abril de 2006 que van donar la victòria, posteriorment invalidada pels tribunals, a Thaksin Shinawatra, triat llavors Primer Ministre fins que va ser enderrocat pel cop d'estat del 19 de setembre següent.
Després de la retirada del primer ministre Samak Sundaravej durant la crisi de 2008, Vejjajiva va perdre la votació en l'Assemblea Nacional que va triar al nou primer ministre enfront del nou líder del Partit del Poder del Poble (PPP), Somchai Wongsawat, per 163 a 298 vots. El 2 de desembre de 2008, el Tribunal Constitucional de Tailàndia va decidir prohibir les formacions polítiques que formaven el bloc de govern per frau en les eleccions de 2007, incloent al PPP, i el primer ministre va ser destituït, sent succeït de forma provisional pel viceprimer ministre, Chavarat Charnvirakul.

### Primer ministre
Quan es va fer evident que un altre govern format pel Partit Pheu Thai, successor del Partit del Poder del Poble (PPP), no anava a poder formar govern amb les restes del partit Nació Tailandesa i del Partit Democràtic Neutral, Vejjajiva, amb el suport del seu propi partit i de part dels diputats que formaven l'antiga coalició de govern, entre ells Newin Chidchob i altres 37 diputats del PPP, es va formar una nova majoria en l'Assemblea Nacional que, mitjançant votació, li va triar el 15 de desembre de 2008 com a nou primer ministre amb 235 vots a favor i 198 en contra, enfront de Pracha Promnok.
El 2010, varen tenir lloc unes protestes amb l'objectiu d'enderrocar el seu govern i aplanar la tornada de l'exprimer ministre Thaksin Shinawatra, i després eleccions generals de Tailàndia de 2011, Tailàndia fou governada pel Partit Pheu Thai, del qual Thaksin és líder de facto, i la seva germana Yingluck Shinawatra va ser nomenada primera ministra